# 윌못 조항

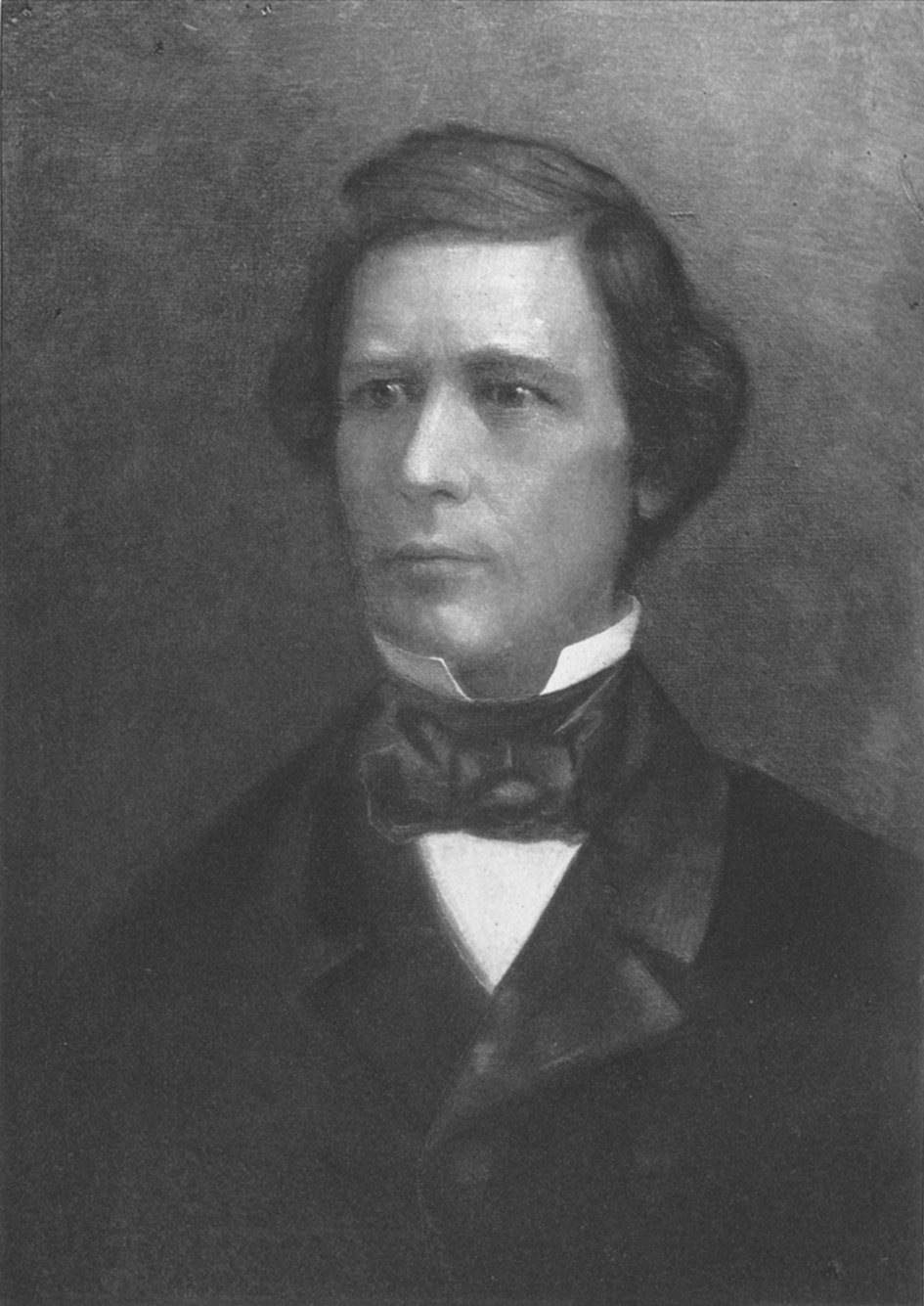
데이빗 윌못

윌못 조항(Wilmot Proviso)은 19세기 중반 미국 멕시코 전쟁의 결과로 멕시코 할양지로 알려진 지역을 포함하여 이후 멕시코에서 획득할 영토에서는 노예제를 금지하는 법안이었지만, 입법화되지는 못했다. 찬성자 가운데는 리오그란데강 동쪽에 있는 텍사스 남부와 뉴멕시코 논쟁이 일어났던 곳까지도 그 범위에 포함하여 해석한 것도 있었다.
미국 하원 의원 데이빗 윌못이 1846년 8월 8일에 이 법안을 하원에 제출했는데, 이것은 미국 멕시코 전쟁의 문제를 해결하는 최종 협상을 위해 200만 달러의 충당 예산안에 첨부된 형태를 취했다. 이 법안은 하원을 통과했지만, 남부 주 대의원 수가 많았던 상원에서 부결되었다. 1847년 2월에도 다시 제출되었지만, 마찬가지로 하원에서 통과되고 상원에서는 부결되었다. 1848년 이 조항을 과달루페 이달고 조약의 조항에 추가하려고 했지만, 이것도 실패했다. 미국 남서부의 노예제에 대한 당파 싸움이 이어졌으나 1850년 타협으로 일단의 결말을 보았다. 노예주와 자유주로 국내를 두 세력으로 나누는 형태로 되었기 때문에, 남북 전쟁의 주요 원인 중 하나로 거론되고 있다.

## 배경
이전부터 계속되고 있었던 조약으로 텍사스를 획득하려는 미국의 시도는 미국 상원의 2/3 규칙을 극복하지 못하고 실패했다. 미국은 의회 양원에서 과반수의 찬성을 얻으면 상하원 합동 결의안의 형태를 취하며 텍사스 공화국을 합병 했다. 존 타일러 대통령은 1845년 3월 1일에 이 법안에 서명하고 대통령 임기를 마쳤다. 많은 사람들이 예측했던 대로, 이 합병은 미국-멕시코 전쟁으로 이어졌다. 전쟁의 조짐이 보이자 정치적 쟁점은 멕시코에서 어떤 영토를 획득하느냐로 옮겨갔다. 여기서 문제가 된 것이 새로운 영토에서 노예 문제를 어떻게 처리할지 결정하는 것이었다.

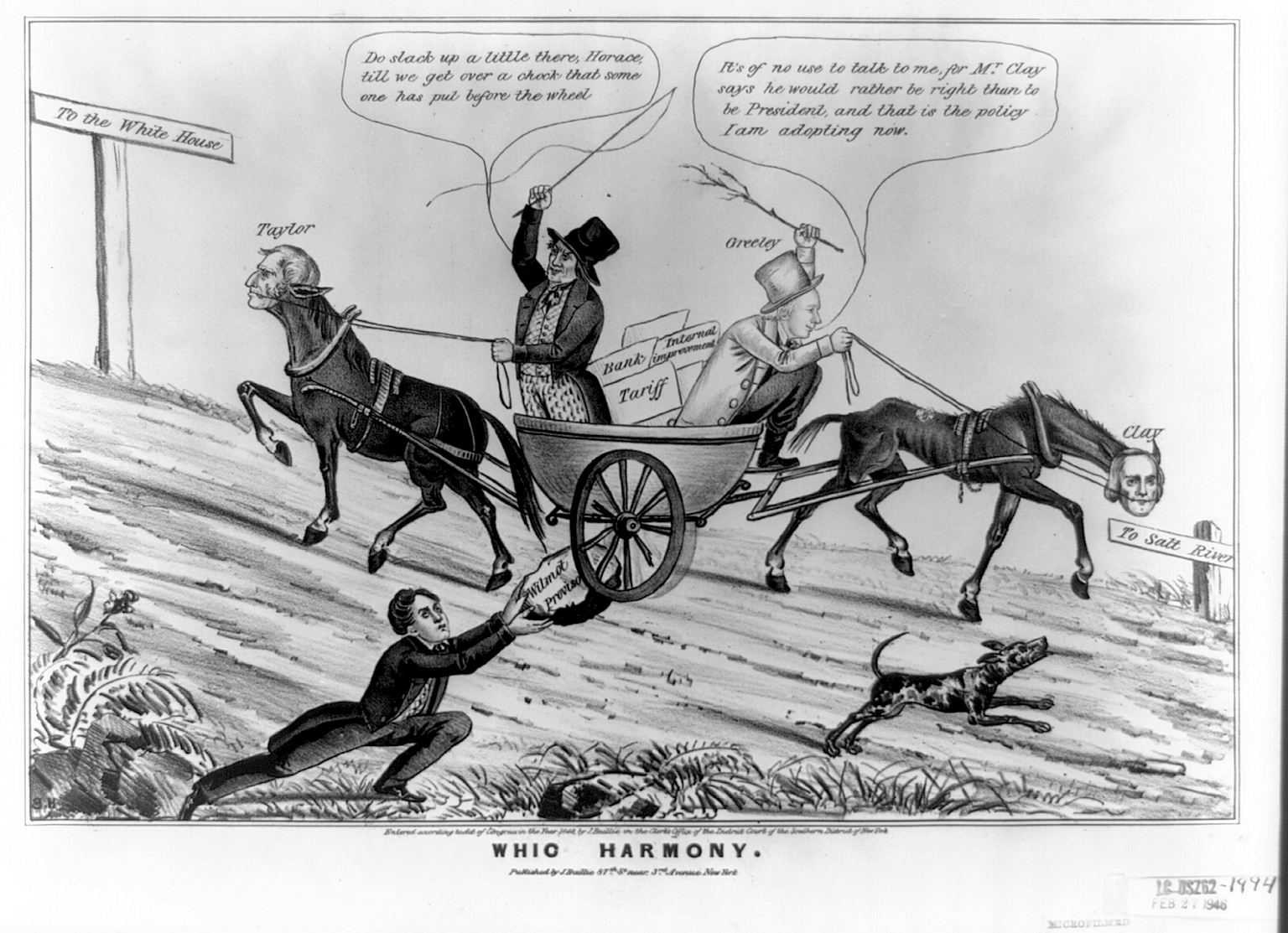
윌못 조항이 테일러와 같은 대선 후보들에게 장애물로 여겨졌음을 알 수 있다.

양당은 첨예한 갈등을 빚은 노예 문제를 국정에서 계속 금기시 해왔다. 민주당은 일반적으로 이 문제를 전통적인 정치의 일반적 범위를 넘어선 것으로서 급진적 이론을 순수하게 파벌적인 문제로 밀어 넣어 버리는 데 성공해 왔다. 그러나 제임스 포크 대통령 (민주당) 정권 중반이 될 때까지 다른 문제에 대한 마틴 밴 뷰런과 반버너로 대변되는 민주당 내 급진파 내부에서 정권에 대한 불만이 커지고 있었다. 많은 사람들은 1844년 대통령 후보 지명 때, 남부 대의원이 1832년까지 사용되고 있던 지명 후보자는 대의원 총수의 3분의 2 이상의 표를 획득해야 한다는 규칙을 부활시킨 것 때문에 밴 뷰렌이 부당하게 지명되지 못했다고 느끼고 있었다. 북부의 많은 사람도 관세율을 낮춘 워커 관세에 동요하고 있었고, 어떤 사람은 포크가 사용 빈도가 높은 하천이나 항만 개혁법안에 거부권을 행사한 것에 반대했고, 또 어떤 사람은 오리건에 대한 영국과의 영토 문제에 있어 포크 대통령이 텍사스를 획득했을 때만큼 적극적으로 북부의 영토에 의욕이 없는 것처럼 보여서 동요하고 있었다. 포크는 점차 남부의 이익에 연결되도록 하기 위해 당에 가혹한 충성을 강요하게 될 것으로 예상되었다.
휘그당은 또 다른 시나리오에 직면했다. 1844년 미국 대통령 선거|1844년 대통령 선거]]에서 민주당의 포크가 휘그당의 헨리 클레이를 이길 것은 남부의 휘그당원을 놀라게 했다. 이 패배는 1845년과 1846년에 남부에서 개최된 의회와 지방 의회 선거에 까지도 영향을 주었지만, 그 주된 요인은 텍사스 합병에 대해 휘그당이 강력한 찬성의 입장을 펴명하지 않았기 때문이었다. 남부 휘그당은 텍사스에서 실수를 반복하고 싶지 않았지만, 동시에 휘그당 내 남북 양 파벌 모두 미국 멕시코 전쟁에서의 승리와 영토 획득이 노예와 영토 문제를 가져올 것이라는 것을 인식하고 있었다. 특히 남부에서는 양당제를 정의한 옛날부터 경제 문제가 더 이상 죽어 있음을 인식하거나 또는 두려워했다. 그 정치 목표는 당내 파벌을 분열시킬 수 있는 노예제에 관한 논쟁을 피하기 위한 것이었다.

## 조항 제안과 논의
1846년 8월 8일 토요일, 포크 대통령은 미국 멕시코 전쟁의 최종 해결을 위해 멕시코와 협상 예산으로 200만 달러를 의회에 요청했다. 이 요구는 의회에서의 논의 없이 포크가 법안을 승인받으려다 실패한 후 공식적인 경고 없이 나온 것이다. 의회는 그 다음 주 월요일에 휴회에 들어가게 되었고, 민주당 지도부는 즉시 야간 특별 회의에서 법안을 심의하도록 했다. 심의는 2시간으로 제한되었고, 모두가 1회 10분 이상의 연설이 제한되었다.
펜실베니아 주 민주당 하원 의원 데이빗 윌못과 반버너 파 민주당원으로 뉴욕주 프레스턴 킹, 메인주 한니발 햄린, 코네티컷주 기드온 웰스와 오하이오주 제이콥 블링커홉 무리가 8월 초 전략 회의를 열고 있었다. 윌못은 포크 정권을 강력히 지지해 온 경력이 있었고, 많은 남부 출신 의원들과도 가까웠다. 윌못이 하원에서 발언하는 데 문제가 없었을 가능성이 있어, 그 이름을 딴 예산 법안 수정안을 제출하도록 하였다. 윌못은 1787년 북서부 조례를 모델로 한 어투로 하원에 다음과 같은 제안을 했다.
멕시코 공화국과 미합중국 사이에서 협상할 조약에 따라, 미합중국이 멕시코에서 영토를 획득하는 것에 대한 분명하고, 기본적인 조건으로 행정부가 여기에 예산화하는 돈에, 덧붙여 이전 영토 내의 어떠한 장소에서도 노예제 혹은 자발적이 아닌 예종은 정당하게 유죄를 선고받은 범죄자를 제외하고 존재하지 않는것으로 하는 것이 어떨까 합니다.

미주리 타협안 경계선과 현재 주 경계선 참고

인디애나 주 민주당 의원 윌리엄 W. 윅은 미주리 타협에서 정한 노예주와 자유주의 경계인 북위 36도 30분 선을 단순히 서쪽의 태평양까지 연장하는 수정안을 제안함으로써 전반적인 노예제 제한을 제거하려 했다. 이 제안은 89 대 54의 평결로 부결되었다. 그 다음으로 윌못 조항을 예산안에 추가하는데 대해 표결을 해서 83 대 64으로 통과했다. 남부 의원이 막판에 제안한 모든 법안을 보류하는 동의안은 94 대 78로 부결되었다. 법안 전체가 85 대 80의 근소한 차이로 통과되었다. 가장 오싹했던 것은 이러한 표결이 당과는 상관없이 압도적으로 파벌의 의도로 진행된 것이었다.
상원은 월요일 회의에서 이 법안을 심의했다. 민주당원은 상원이 윌못 조항을 거부하고 노예 제한이 없는 법안을 즉시 승인 하원으로 보낼 것을 기대하고 있었다. 휘그당의 매사추세츠주 출신 존 데이비스는 법안을 하원에 보내기에는 너무 늦을 때까지 의사를 연장함으로써 민주당의 의도대로 되지 않도록 하고, 상원이 윌못 조항이 있는 상태에서 예산안을 인정하거나, 거절하거나 하도록 시도했다. 그러나 데이비스가 투표를 선언하기 전에 하원과 상원의 공식 시계가 8분이나 차이가 났기 때문에 하원이 휴회를 선언하고 의회는 공식적으로 회기가 끝나버렸다.
그해 말에 포크 대통령이 금액을 300만 달러로 올리고 다시 요청을 했을 때, 이 문제가 또 표면으로 떠올랐다.